# Mauri Honkajuuri
Iivari Mauri Honkajuuri, född 13 augusti 1882 i Nurmo, död 18 februari 1948 i Helsingfors, var en finländsk bankman.
Honkajuuri var 1903–1910 länsman i Ilmola distrikt och kom därefter in på bankbanan som föreståndare för Kansallis-Osake-Pankkis filial i Vasa. År 1906 fick han titeln vicehäradshövding. Han satt 1909–1913 i lantdagen som medlem av Finska partiets grupp. Han blev 1912 medlem av KOP:s direktion och avancerade 1929 till dess biträdande chef. År 1934 efterträdde han sin vän Juho Kusti Paasikivi som chef för banken sedan denne avpolletterats av direktionen.
Honkajuuri innehade förtroendeposter i flera storföretag, särskilt inom skogsindustrin, som han på 1930-talet varit med om att rationalisera genom ett antal fusioner. 